# Космос-2022
Космос-2022 је један од преко 2400 совјетских вјештачких сателита лансираних у оквиру програма Космос.
Космос-2022 је лансиран са космодрома Тјуратам, Бајконур, СССР, 31. маја 1989. Ракета-носач Протон-К је поставила сателит у орбиту око планете Земље. Маса сателита при лансирању је износила 1400 килограма. Космос-2022 је био ГЛОНАСС навигациони сателит.